# Miroslav Kaluđerović
Miroslav Kaluđerović (in serbo Мирослав Калуђеровић?; Podgorica, 4 febbraio 1986) è un ex calciatore montenegrino, di ruolo difensore.